# Смертельно живий
«Смертельно живий» — український драматичний художній фільм режисера і сценариста Максима Стецькова. Слоган фільму — «А ти віриш у долю?».

## Сюжет
Історія відомого письменника, якому протягом трьох років з невідомого номера приходять повідомлення, де розповідається про його найближче майбутнє. Всі ці прогнози збуваються. Знайти автора повідомлень так і не вдалося, і письменник знову почав жити звичайним умиротвореним життям, поки на телефон не прийшло чергове смс зі страшним віщуванням смерті.

## У ролях
- Максим Стецков
- Вікторія Варлей
- Олександр Герелес
- Олег Примогенов[5]
- В'ячеслав Довженко
- Михайло Кришталь

## Український дубляж
Фільм дубльовано українською мовою студією «Так Треба Продакшн» у 2015 році на замовлення компанії Kinolife.

## Рецензії
- «Смертельно живий»: сімдесят п'ять хвилин аматорства — Телекритика, 25.04.2015